# Фототроф
Фототроф е организъм, който се снабдява с енергия чрез улавяне на фотони. Погълната светлина се използва за извършване на различни клетъчни метаболични процеси. Много, но не всички фототрофи фотосинтезират: те анаболично превръщат въглероден диоксид в органични вещества, които се използват структурно, функционално или като източник на по-късни катаболични процеси (например под формата на нишесте, захари и мазнини). Всички фототрофи използват или електрон-транспортна верига, или протонно изпомпване за установяване на електрохимически градиент, използван от АТФ синтаза за предоставяне на молекулна енергия към клетката. Фототрофи могат да бъдат както автотрофи, така и хетеротрофи. Тъй като те могат да извличат електрони от неорганични съединения (Na
2S
2O
3 и H
2S), те могат да бъдат определяни и като литотрофи или по-точно фотолитоавтотрофи. Примери за фототрофни организми са Rhodobacter capsulatus, Chromatium, Chlorobium и други.

## Фотоавтотрофи
Повечето изучени фототрофи са и автротрофи, поради което те се наричат фотоавтотрофи. Те могат да обработват въглеродния диоксид. За разлика от тях, хемотрофите си набавят енергия чрез оксидация на елементи в околната среда. Зелените растения и фотосинтезиращите бактерии са фотоавтотрофи. Понякога, фотоавтротрофните организми се наричат холофити. Такива организми получават енергията си за синтез на храна от светлината и могат да използват въглеродния диоксид като основен източник на въглерод.
Кислородно фотосинтезиращите организми използват хлорофил за улавяне на светлина и оксидация на вода, „разделяйки“ я на молекулен кислород. За разлика от тях, бактериите, фотосинтезиращи безкислородно, разполагат бактериохлорофил, който абсорбира най-вече невидимите дължини на вълната. Те живеят основно във водна среда и оксидират съединения като сероводород повече, отколкото вода.

## Фотохетеротрофи
За разлика от фотоавтотрофите, фотохетеротрофите са организми, които използват светлината за енергия и органични съединения за въглерод. Фотохетеротрофите произвеждат АТФ чрез фотофосфорилиране, но използват органични съединения от околната среда за образуване на структури и други биомолекули.

## Екология
В екологично отношение, фототрофите често са източник на храна за съседния хетеротрофен живот. В наземна среда, растенията са преобладаващи, докато водната среда включва различни фототрофни организми като водорасли, други протисти, фитопланктон и бактерии. Дълбочината, до която светлината може да стигне във водата, така че да е възможна фотосинтезата, се нарича еуфотична зона.
Цианобактериите, които са прокариотни организми, извършващи кислородна фотосинтеза, живеят при различни условия на околната среда, включително сладки води, морета, почви и лишеи. Тези бактерии извършват фотосинтеза подобна на растителната, тъй като фотосинтезиращите хлоропласти в растенията произлизат от ендосимбиотична цианобактерия. Тази бактерия може да използва вода като източник на електрони за редукционните реакции с CO2.